# Бертольд, Рудольф
Рудольф Бертольд (нем. Rudolf Berthold; 24 марта 1891 — 15 марта 1920) — германский лётчик-истребитель, один из лучших асов Первой мировой войны с 44 сбитыми самолётами противника, занимающий 7-е место среди германских асов Первой мировой войны .

## Биография
Рудольф Бертольд родился в семье лесничего Оскара Бертольда и его жены Елены. У него была сестра Франциска и два брата: Вольфрам и Юлий. После окончания Новой гимназии в городе Бамберг, он поступил на военную службу в Бранденбургский пехотный полк № 20, дислоцирующийся в Виттенберге.
30 января 1912 г. получил звание лейтенанта. Обучался в военной лётной школе у Освальда Бёлке. Обучение окончил летом 1914 года. Был направлен на запад во 2-ю армию под командование генерал-полковника Карла фон Бюлов.
18 сентября 1915 года присвоено звание Обер-лейтенант, 4 ноября 1917 года — Гауптман (капитан.)
После выполнения многочисленных заданий и двух тяжелых аварий Бертольд в конце войны оказался в Берлинской университетской клинике. Полностью восстановиться после травм не удалось, его правая рука осталась навсегда парализованной.
Во время Первой мировой войны Рудольф одержал 44 победы в воздушных боях и стал в один ряд с легендарными асами Рихтгофеном, Удетом, Бёльке и Иммельманом.

### Участие вКапповском путче
Изменения политической жизни после ноябрьской революции, отречения от трона кайзера Вильгельма II, приверженцем которого Бертольд являлся, потрясли его. С разрешения правительства Бертольд организовал полувоенное патриотическое формирование добровольческий корпус — Фрайкор с размещением в Бад Киссингене. Вооружение, обмундирование и снабжение Фрайкор получал за счет государства.
В сентябре поступило распоряжение правительства распустить корпус, однако Бертольд проигнорировал приказ о расформировании и Фрайкор переместился в Кенигсберг, где принимал участие в боевых действиях стран Балтии. Фрайкор получил название «Балтикумер» (Прибалтийский). После изменения политической ситуации Бертольд вернул Фрайкор в Бад Киссинген с разрешения правительства.
В начале 1920 года Фрайкор был переведен под Гамбург. Правительство Веймарской республики требовало отставки Бертольдда от должности, однако Бертольд не подчинился приказу об освобождении его от службы. Он стал активно действовать в националистически настроенных военных кругах, ставя своей целью установление военной диктатуры по образцу Миклоша Хорти в Венгрии.
С началом капповского путча 13 марта 1920 года Бертольд оказывал поддержку восставшим против правительства Веймарской республики, но считал начало путча не своевременным. Задержка перемещения Фрайкора в Гамбург в связи отсутствием подвижного железнодорожного состава ввиду отказа железнодорожников привела к тому, что только на следующий день корпус прибыл в Альтону, один из районов Гамбурга. Следующей целью стал район Харбург, где содержались арестованные сторонники восстания и которых корпус должен был освободить. Фрайкор расположился в одной из школ района. В результате переговоров с представителями правительства Бертольд отверг требования двигаться на Берлин, что привело к обострению обстановки. Место дислокации корпуса было окружено вооруженными отрядами рабочих, и Фрайкор произвел выстрелы поверх голов нападающих. Фрайкор первым начал обстрел войск правительства. Так об этом писала газета «Harburger Anzeigen und Nachrichten» в выпуске от 16 марта 1920 года. Дабы избежать кровопролития, начались переговоры. Во время переговоров со стороны Фрайкора был открыт огонь. Это спровоцировало ответную реакцию со стороны рабочих отрядов. Бертольд попытался убежать, но был схвачен. Разъяренная толпа накинулась на него. В итоге Бертольда застрелили из его же пистолета, который он достал для своей защиты. В результате столкновения погибли около 10 человек со стороны корпуса и около 14 жителей Харбурга, по 20 человек с каждой стороны получили ранения.
Бертольд был похоронен на кладбище Invalidenfriedhof в Берлине. Надгробие в виде бронзовой плиты исчезло после 1945 года. Сегодня на месте надгробного камня выполнено новое надгробие.

## Память
- в 2007 году на здании школы установлена мемориальная доска в память жертв «Harburger Blutsonntags»

## Награды
- Железный Крест 1-го класса (13.09.1914 г.)
- Железный крест 2-го класса (04.10.1914 г.)
- Орден «За военные заслуги» (Бавария) 4-й степени с мечами (29.02.1916 г.)
- Рыцарский крест саксонского военного ордена Св. Генриха (08.04.1916 г.)
- Королевский орден Дома Гогенцоллернов рыцарский крест с мечами (27.08.1916 г.)
- Орден «Pour le Mérite» (12.10.1916 г.)
- Знак военного лётчика (Королевство Пруссия)